# Mario Varas
Mario Hernán Varas Pinto (Copiapó, Chile, 28 de noviembre de 1951) es un exfutbolista chileno. Jugó de defensa tanto por la derecha como por la izquierda. Campeón de Chile en dos ocasiones con Unión Española y Palestino.

## Historia
Se inició en las divisiones inferiores de la Universidad Católica en 1963 con solo 12 años donde permaneció hasta 1969. En 1970 pasó a Unión Española en donde debutó en primera división, en 1973 se coronó campeón de Primera División y disputó la Copa Libertadores 1974. Al no tener mucha continuidad en los hispanos, surgió la posibilidad de ir a Palestino en 1974.
Jugó por Palestino entre 1974 y mayo de 1983, bajo la conducción de Caupolicán Peña logró el subcampeonato de 1974, el título de Copa Chile 1975 y de Copa Chile 1977 y el campeonato de Primera División 1978, equipo en el que destacaban entre otros Elías Figueroa y Óscar Fabbiani. Disputó también con los árabes las Copas Libertadores de 1976, 1978 y 1979.
En 1981 llegó a Palestino el entrenador Mario Tuane, quien tras una mala campaña en el club decidió volver a Sudáfrica en donde dirigió por cerca 30 años, en 1983 Mario Varas parte a Sudáfrica junto con Eddie Campodónico, Daniel Díaz y Raúl González (padre de Mark González) siendo los primeros futbolistas chilenos en ese país.
Ya en Sudáfrica actuó por el Moroka Swallows de Johannesburgo en 1983 y 1987, AmaZulu FC de Durban en 1984 y Orlando Pirates de Johannesburgo de 1984 a 1986, 1988 y 1989. Ganó la Mainstay Cup (actual Copa de Sudáfrica) en dos ocasiones, en 1983 con el Moroka Swallows dirigido por Mario Tuane y en 1988 con el Orlando Pirates.

## Clubes
| Club                 | País      | Año       |
| -------------------- | --------- | --------- |
| Universidad Católica | Chile     | 1963-1969 |
| Unión Española       | Chile     | 1970-1974 |
| Palestino            | Chile     | 1974-1983 |
| Moroka Swallows      | Sudáfrica | 1983      |
| AmaZulu FC           | Sudáfrica | 1984      |
| Orlando Pirates      | Sudáfrica | 1984-1986 |
| Moroka Swallows      | Sudáfrica | 1987      |
| Orlando Pirates      | Sudáfrica | 1988-1989 |

## Palmarés
| Título            | Club            | País      | Año  |
| ----------------- | --------------- | --------- | ---- |
| Primera División  | Unión Española  | Chile     | 1973 |
| Copa Chile        | Palestino       | Chile     | 1975 |
| Copa Chile        | Palestino       | Chile     | 1977 |
| Primera División  | Palestino       | Chile     | 1978 |
| Copa de Sudáfrica | Moroka Swallows | Sudáfrica | 1983 |
| Copa de Sudáfrica | Orlando Pirates | Sudáfrica | 1988 |